# 미로슬라브
미로슬라브(크로아티아어: Miroslav, 라틴어: Miroslaus 미로슬라우스[*], 생년 미상 ~ 949년)는 크로아티아의 국왕(재위: 945년 ~ 949년)이다. 트르피미로비치 왕조(Trpimirović) 출신이다.

## 생애
크레시미르 1세(Krešimir I)의 아들로 태어났으며 945년에 크레시미르 1세의 뒤를 이어 크로아티아의 국왕으로 즉위했다.
크레시미르 1세가 자신의 남동생인 미하일로 크레시미르 2세(Mihajlo Krešimir II)와의 왕위 계승 분쟁을 겪게 되면서 크로아티아는 내전에 빠지게 된다. 이를 계기로 크로아티아는 달마티아의 대부분을 상실했고 비잔티움 제국은 달마티아에 대한 영유권을 주장하게 된다.
크로아티아 해군은 30척의 선박을 보유했을 정도로 약해졌고 보병, 기병 또한 내전으로 인해 크게 감소했다. 949년 크로아티아의 귀족인 프리비나(Pribina)에 의해 살해당했고 크로아티아의 왕위는 미하일로 크레시미르 2세가 승계받게 된다.
| 전임 크레시미르 1세 | 크로아티아의 국왕 945년 ~ 949년 | 후임 미하일로 크레시미르 2세 |